# Peromyscopsylla draco
Peromyscopsylla draco är en loppart som beskrevs av Hopkins 1951. Peromyscopsylla draco ingår i släktet Peromyscopsylla och familjen smågnagarloppor. Inga underarter finns listade i Catalogue of Life.